# Secunia Personal Software Inspector
Secunia Personal Software Inspector (Secunia PSI) est un logiciel informatique gratuit pour un usage privé, disponible en 26 langues dont le français, qui a pour vocation d'indiquer à l'utilisateur les failles de sécurité des logiciels présents dans son ordinateur.
Il est ainsi un garant de la sécurité et de la préservation de la vie privée.
Depuis la version 2.0, sortie le 20 décembre 2010, le logiciel permet une mise à jour automatique des logiciels obsolètes.
Réservée à un nombre limité d'applications comme Adobe Flash Player ou Java, la version 3.0 sortie le 28 juin 2012 étend cette fonctionnalité à l'ensemble des logiciels supportés.
Secunia PSI est définitivement abandonné le 20 avril 2018, comme annoncé dans le forum des utilisateurs.